# Ambrose (Georgia)
Ambrose – miasto w Stanach Zjednoczonych, w stanie Georgia, w hrabstwie Coffee.